# Casablanca (film)
För andra betydelser, se Casablanca (olika betydelser).
Casablanca är en amerikansk romantisk dramafilm från 1942 i regi av Michael Curtiz. I huvudrollerna ses Humphrey Bogart, Ingrid Bergman och Paul Henreid. Filmen är inspelad och utspelar sig under andra världskriget och i dess centrum finns en utvandrad amerikan (Bogart) som måste välja mellan kärleken till en kvinna (Bergman) eller att istället hjälpa henne och hennes make (Henreid), en tjeckisk motståndsledare, fly från den Vichy-kontrollerade staden Casablanca för att kunna fortsätta sin kamp mot tyskarna. Manuset är baserat på ett manus till en pjäs av Murray Burnett och Joan Alisons, som hade arbetstiteln Everybody Comes to Rick's. I likhet med flera filmer från krigsåren har den  propagandainslag. Filmen brukar räknas som en av de största klassikerna inom amerikansk film och placerade sig som nr 2 på listan AFI's 100 Years...100 Movies när AFI 1998 rankade de bästa amerikanska filmerna genom tiderna.

## Handling
Filmen utspelar sig i december 1941, med återblickar till 1940, mitt under andra världskriget. Rick Blaine (Humphrey Bogart) är en cynisk caféägare i staden Casablanca, som ligger i Franska Marocko och styrs av den med Tyskland allierade Vichyregimen i Frankrike. Ilsa Lund (Ingrid Bergman), en kvinna som Rick var förälskad i och som lämnade honom i Paris, dyker upp tillsammans med Victor Laszlo (Paul Henreid), ledaren för en motståndsrörelse. Rick blir försatt i en situation med konflikter, omringad av giriga affärsmän (Signor Ferrari (Sydney Greenstreet), ägare av ett konkurrerande kafé, The Blue Parrot), småskurkar (Guillermo Ugarte, Peter Lorre, som stal genomresebrevet) och beundransvärda kvinnor på sitt café.

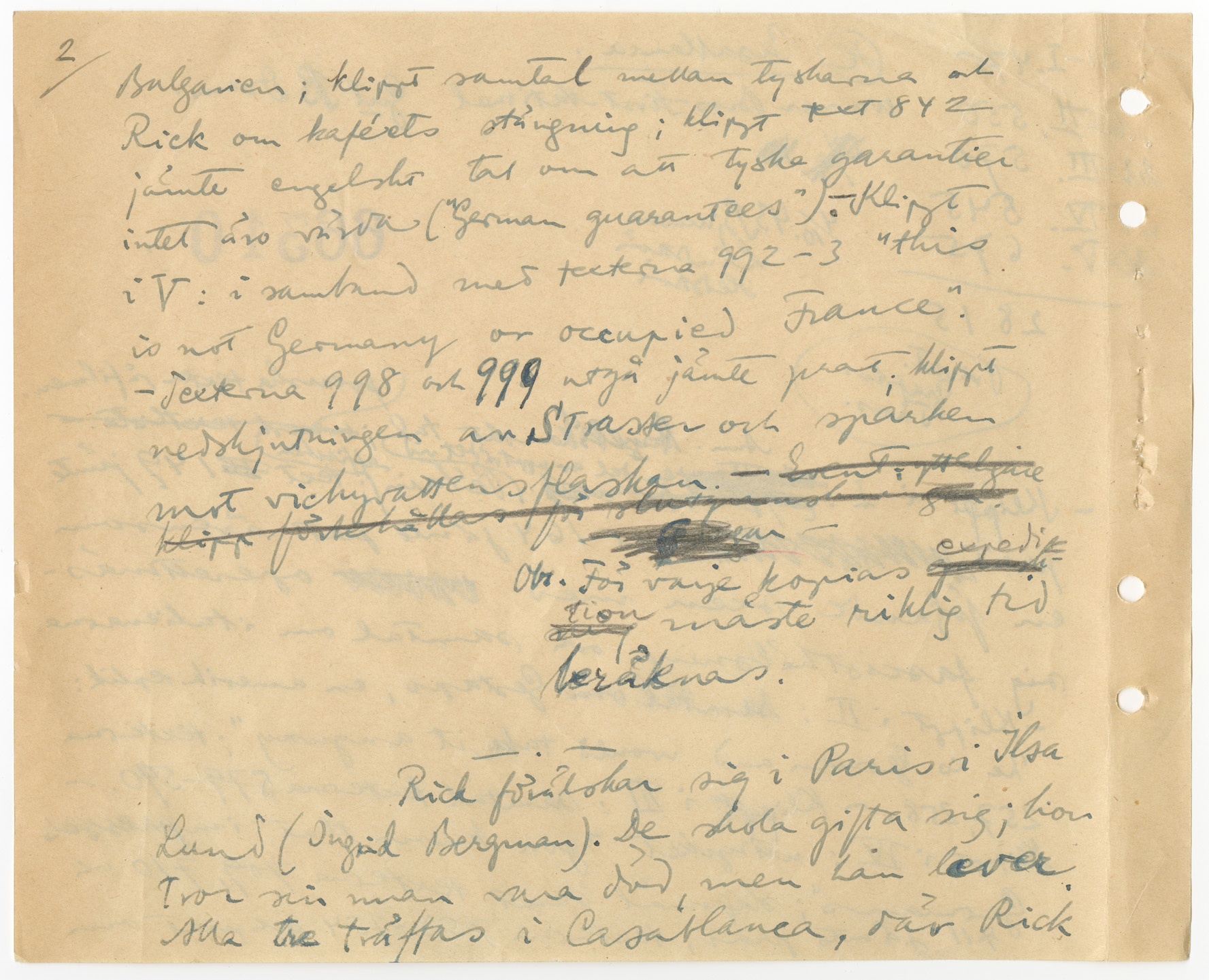
Anteckningar förda vid Biografbyråns granskning av filmen Casablanca, bl.a. nämns scenen med vattenflaskan

I filmen används ett lothringenkors som symbol för den franska motståndsrörelsen mot tyskarna. I en scen sparkar Rick till en flaska med Vichyvatten som en symbol för Vichyregimen. Den scenen klipptes bort när filmen visades i Sverige.

## Rollista i urval
- Humphrey Bogart – Rick Blaine
- Ingrid Bergman – Ilsa Lund
- Paul Henreid – Victor Laszlo
- Claude Rains – kapten Louis "Louie" Renault
- Conrad Veidt –  major Heinrich Strasser
- Sydney Greenstreet  –  Signor Ferrari
- Peter Lorre – Guillermo Ugarte
- S.Z. Sakall – Carl
- Madeleine Lebeau – Yvonne
- Dooley Wilson – Sam
- Joy Page – Annina Brandel
- John Qualen – Berger
- Leonid Kinskey – Sascha
- Curt Bois – ficktjuven

## Bakgrund
Berättelsen är baserad på Murray Burnetts och Joan Alisons opublicerade pjäs Everybody Comes to Rick's, som Warner Brothers köpte rättigheterna till för 20 000 dollar. Julius J. Epstein och Philip G. Epstein skrev första delen av manuset och började sedan arbeta för Frank Capra, och projektet Why We Fight, som var en serie propagandajournalfilmer gjorda för att övertyga USA att bli involverat i andra världskriget. Howard Koch tog då tillfälligt över arbetet med manuset, lade till det mesta av skådespeleriet. Dessutom gjorde Casey Robinson en omarbetning, som ej tillkännagavs, i vilken han lade till de flesta av de romantiska scenerna. Bröderna Epstein återvände sedan till skrivarbetet.
Manuset var fortfarande under arbete under inspelningen. Ingen av skådespelarna visste om Rick eller Ilsa skulle bli tillsammans eller inte, tills slutscenen filmades. Skådespelaren Ingrid Bergman kände sig irriterad under inspelningen, därför att hon inte trodde att filmskaparna visste vad de ville ha ut av filmen. Det fanns säkert anledning till detta; Humphrey Bogart inkallades till exempel en månad efter det att inspelningen avslutats, för att dubba den sista repliken: "Louis, I think this is the beginning of a beautiful friendship."
Av kostnadsskäl används i slutscenen miniatyrer av flygplansbesättning och flygplan av papp. Dimman i scenen är där för att dölja det inte så övertygande utseendet av "flygplanet". Hela filmen är en ren studioproduktion.

## Citat

### "Play it"
Citatet "Play it again, Sam... For old time's sake" uppstod i denna film. Till skillnad mot vad många tror sägs aldrig detta i filmen. De närmaste uttrycken är från en scen, där Ilsa (Ingrid Bergman) ber Sam (Dooley Wilson) att spela "As Time Goes By", och säger: "Play it, Sam. Play 'As Time Goes By' for old time's sake". Senare ber även Rick (Humphrey Bogart) detsamma genom att säga "You played it for her, you can play it for me! ... If she can stand it, I can! Play it!"
Felciteringen användes senare som titel i Woody Allens film Play It Again, Sam (1972, En gång till, Sam), som innehåller många anspelningar till och även direkta lån från Casablanca, och från Bröderna Marxs film En natt i Casablanca (1946).

### Andra kända citat
Filmen gav upphov till många populära citat. Två av de mest kända är yttrade av Rick:
- "But it doesn't take much to see that the problems of three little people don't amount to a hill of beans in this crazy world. Someday you'll understand that. Now, now... Here's looking at you kid."
- "Of all the gin joints in all the towns in all the world, she walks into mine."

Ytterligare några kända citat
- "Round up the usual suspects"
- "We'll always have Paris"
- "Is that cannon fire, or is it just my heart pounding?"
- "Louis, I think this is the beginning of a beautiful friendship"

## Nomineringar och utmärkelser

### Oscars
Casablanca belönades med tre Oscarsstatyetter: 
- Bästa film – Hal B. Wallis, producent
- Bästa regi – Michael Curtiz
- Bästa manus efter förlaga – Julius J. Epstein, Philip G. Epstein och Howard Koch

Den var också nominerad till ytterligare fem statyetter: 
- Bästa manliga huvudroll – Humphrey Bogart
- Bästa manliga biroll – Claude Rains
- Bästa foto svart-vit – Arthur Edeson
- Bästa klippning – Owen Marks
- Bästa filmmusik – Max Steiner

## Galleri

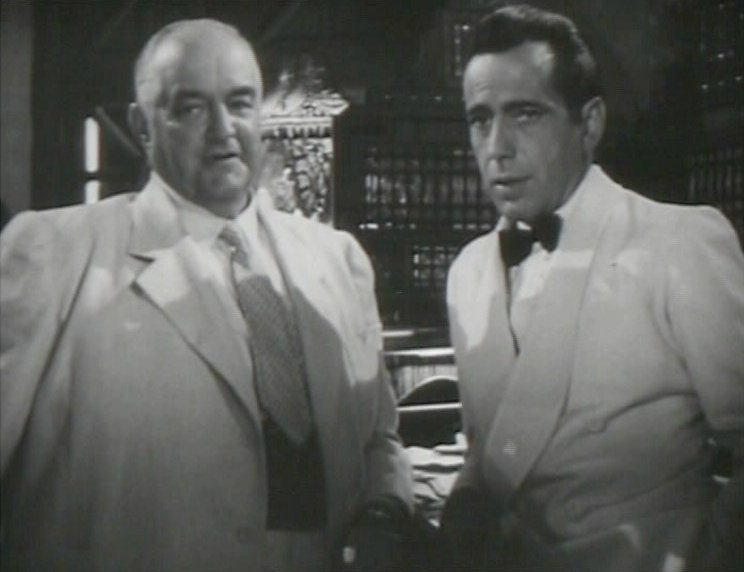
Sydney Greenstreet och Humphrey Bogart i en scen.
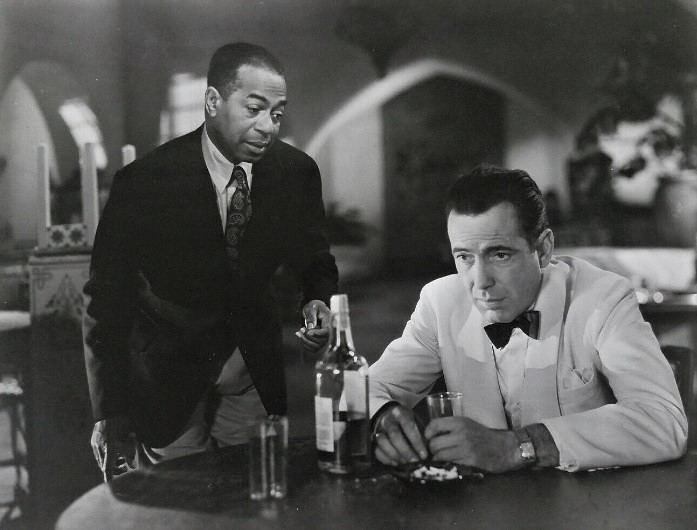
Dooley Wilson och Humphrey Bogart i en scen
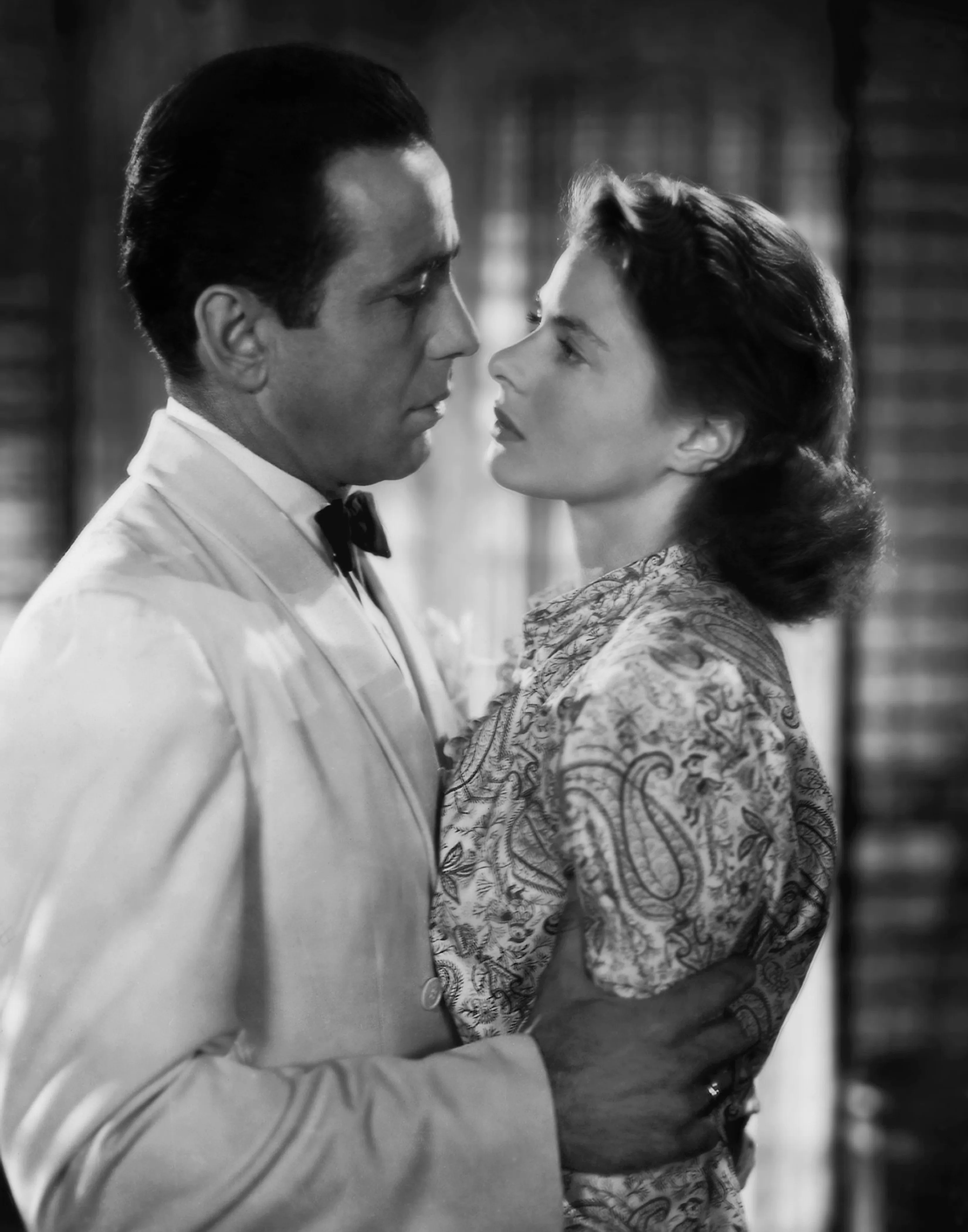
Humphrey Bogart och Ingrid Bergman.
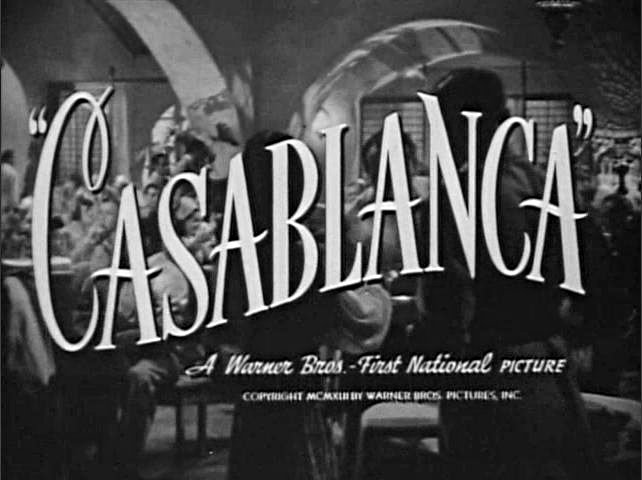
Filmens trailer från 1942.
- Filmens början.